# Craig Dawson
Craig Dawson (ur. 6 maja 1990 w Rochdale) to angielski piłkarz występujący na pozycji obrońcy w angielskim klubie Wolverhampton Wanderers.
Ma za sobą występy w reprezentacji Anglii do lat 21. Znalazł się w składzie reprezentacji Wielkiej Brytanii na Igrzyska Olimpijskie 2012 w Londynie.

## Statystyki kariery klubowej
(Stan na 31 maja 2018)
| Klub                    | Sezon              | Liga                         | Liga  | Liga   | Puchar Anglii | Puchar Anglii | Puchar Ligi Angielskiej | Puchar Ligi Angielskiej | Football League Trophy | Football League Trophy | Suma  | Suma   |
| Klub                    | Sezon              | Liga                         | Mecze | Bramki | Mecze         | Bramki        | Mecze                   | Bramki                  | Mecze                  | Bramki                 | Mecze | Bramki |
| ----------------------- | ------------------ | ---------------------------- | ----- | ------ | ------------- | ------------- | ----------------------- | ----------------------- | ---------------------- | ---------------------- | ----- | ------ |
| Rochdale                | 2009/10            | League Two                   | 42    | 9      | 2             | 1             | 1                       | 0                       | 1                      | 1                      | 46    | 11     |
| West Bromwich Albion    | 2010/11            | Premier League               | 0     | 0      | 0             | 0             | 0                       | 0                       | 0                      | 0                      | 0     | 0      |
| Rochdale (wyp.)         | 2010/11            | League One                   | 45    | 10     | 1             | 1             | 2                       | 0                       | 0                      | 0                      | 48    | 11     |
| West Bromwich Albion    | 2011/12            | Premier League               | 8     | 0      | 2             | 0             | 2                       | 0                       | –                      | –                      | 12    | 0      |
| West Bromwich Albion    | 2012/13            | Premier League               | 1     | 0      | 1             | 0             | 2                       | 0                       | –                      | –                      | 4     | 0      |
| Bolton Wanderers (wyp.) | 2012/13            | Football League Championship | 16    | 4      | 0             | 0             | 0                       | 0                       | 0                      | 0                      | 16    | 4      |
| West Bromwich Albion    | 2013/14            | Premier League               | 12    | 0      | 1             | 0             | 2                       | 0                       | 0                      | 0                      | 15    | 0      |
| West Bromwich Albion    | 2014/15            | Premier League               | 29    | 1      | 3             | 0             | 2                       | 0                       | 0                      | 0                      | 34    | 1      |
| West Bromwich Albion    | 2015/16            | Premier League               | 38    | 4      | 3             | 0             | 2                       | 0                       | 0                      | 0                      | 43    | 4      |
| West Bromwich Albion    | 2016/17            | Premier League               | 37    | 4      | 1             | 0             | 1                       | 0                       | 0                      | 0                      | 39    | 4      |
| West Bromwich Albion    | 2017/18            | Premier League               | 28    | 2      | 2             | 0             | 2                       | 0                       | 0                      | 0                      | 32    | 1      |
| West Bromwich Albion    | 2018/19            | Championship                 | 41    | 2      | 1             | 0             | 1                       | 0                       | 0                      | 0                      | 43    | 2      |
| Ogólnie w karierze      | Ogólnie w karierze | Ogólnie w karierze           | 298   | 35     | 16            | 3             | 15                      | 0                       | 1                      | 1                      | 332   | 39     |